# Vineta Pētersone
Vineta Pētersone (* 21. Mai 1999 in Cēsis) ist eine lettische BMX-Rennfahrerin.

## Sportlicher Werdegang
Pētersone kam schon in sehr jungen Jahren durch ihre Brüder zum BMX-Fahren, betrieb in ihrer Jugend aber auch Skilanglauf, wo sie an nationalen Meisterschaften teilnahm und Anfang 2015, noch vor ihrem 16. Geburtstag, bei den  Nordischen Skiweltmeisterschaften antrat. Danach konzentrierte sie sich aufs BMX-Rennen.
Als Juniorin gewann Pētersone 2016 und 2017 die Landesmeisterschaften, hinzu kamen Medaillen bei Welt- und Europameisterschaften 2017. Seit 2018 fuhr sie altersbedingt in der Elite, gewann auf Anhieb die lettischen Meisterschaften und verteidigte diesen Titel bis einschließlich 2023 jedes Jahr. Im BMX-Weltcup 2018 kam sie beim Rennen von Saint-Quentin-en-Yvelines ins Finale und belegte den fünften Platz; dies blieb bis einschließlich 2024 ihre einzige Finalteilnahme.
2021 qualifizierte sich Pētersone für das olympische BMX-Rennen, wo sie im Viertelfinale ausschied und den 21. Platz erreichte. Im Rest der Saison machte sie von der Möglichkeit Gebrauch, im Weltcup in der neu geschaffenen U23-Kategorie anzutreten, wo sie zweimal den zweiten Platz errang. 2022 hatte sie international ihre bis dato besten Ergebnisse mit einem vierten Rang bei den Europameisterschaften und einem 10. Platz bei den Weltmeisterschaften. Bei den Pumptrack-Weltmeisterschaften gewann sie Ende des Jahres die Bronzemedaille.

## Erfolge
2016
 Lettische Meisterin (Junioren)
2017
 Lettische Meisterin (Junioren)
 Europameisterschaften (Junioren)
 Weltmeisterschaften (Junioren)
2018
 Lettische Meisterin
2019
 Lettische Meisterin
2020
 Lettische Meisterin
2021
 Lettische Meisterin
2022
 Lettische Meisterin
 Pumptrack-Weltmeisterschaften
2023
 Lettische Meisterin